# Ставки (Полтавская область)
Ставки (укр. Ставки) — село,
Штомпелевский сельский совет,
Хорольский район,
Полтавская область,
Украина.
Код КОАТУУ — 5324887719. Население по переписи 2001 года составляло 128 человек.

## Географическое положение
Село Ставки находится на правом берегу реки Рудка,
выше по течению на расстоянии в 1 км расположено село Ванжина Долина,
ниже по течению на расстоянии в 3 км расположен город Хорол.
На расстоянии в 1 км расположены сёла Лисянщина и Лобковая Балка.
Рядом проходит автомобильная дорога М-03.

## История
Есть на карте 1869 года